# О’Нилл, Джон
Джон Па́трик О’Нилл (англ. John Patrick O'Neill; 11 марта 1958) — североирландский футболист и футбольный телекомментатор.

## Карьера

### Клубная
За свою карьеру играл в трёх командах: «Лестер Сити» (313 игр и 10 голов), а также «Куинз Парк Рейнджерс» и «Норвич Сити». В последних двух клубах сыграл всего три игры, так как в составе КПР не закрепился (2 игры, один гол), а в единственной игре за «канареек» получил опасную травму после стычки с Джоном Фашану, из-за чего вынужден был завершить игровую карьеру. Впоследствии подал на Фашану в суд и заставил его выплатить компенсацию в размере 70 тысяч фунтов стерлингов.

### В сборной
На его счету 39 игр за северных ирландцев и два гола. В составе сборной играл на чемпионате мира 1986.

## После карьеры игрока
Некоторое время работал консультантом в ирландских клубах «Фин Харпс» и «Дерри Сити». Сейчас комментирует игры сборной Северной Ирландии на телеканале BBC.